# Top Cat e i gatti combinaguai
Top Cat e i gatti combinaguai (Don Gato: El Inicio de la Pandilla) è un film d'animazione del 2015 diretto da Andrés Couturier e prodotto da Fernando de Fuentes, Jose C. Garcia de Letona e José Luis Massa. È il secondo lungometraggio tratto dall'omonima serie animata americana della Hanna-Barbera è il prequel sia della serie animata e del primo film ed è il primo ad essere realizzato in 3D su questo personaggio. Il film spiega come si sono conosciuti Top Cat e la sua banda.

## Distribuzione
Il film è uscito in Messico il 30 ottobre 2015, nel Regno Unito è stato pubblicato il 27 maggio 2016 e negli Stati Uniti il 29 settembre 2017.
In Italia è stato proiettato nelle sale il 20 luglio 2016 su distribuzione M2 Pictures.